# Apanteles adoxophyesi
Apanteles adoxophyesi är en stekelart som beskrevs av Minamikawa 1954. Apanteles adoxophyesi ingår i släktet Apanteles och familjen bracksteklar. Inga underarter finns listade i Catalogue of Life.